# 集韻
《集韻》和《禮部韻略》都是宋仁宗景祐四年（公元1037年）由丁度等人奉命編寫的官方韻书。据李燾《說文解字五音譜敘》记载，宋仁宗景祐四年，即《廣韻》頒行後29年，宋祁、鄭戩給仁宗上書批評《廣韻》多用舊文，“繁省失當，有誤科試”。另据王應麟《玉海》记载，賈昌朝也同时上書批評宋真宗景德年間編的《韻略》是“多無訓釋，疑混聲、重疊字，舉人誤用”。於是仁宗皇帝下令由丁度等人重修這兩部韻書。结果於景祐四年當年就完成了《禮部韻略》，两年後於仁宗寶元二年（公元1039年）完成了《集韻》。
《集韻》為《廣韻》之改正，仍分206韻。只是韻目用字，部分韻目的次序和韻目下面所注的韻字同用、獨用的規定稍有不同。從王仁昫的《刊謬補缺切韻》開始，及至孫愐的《唐韻》，韻字都加入注釋，並且引文都有出處，於是韻書便同时具有辭書和字典的功能。《集韻》和《廣韻》主要的不同之處還在於《集韻》收字多，并且收的異體字很多。一個字不管是正體、古體、或體、俗體，全部收進，一个字可多到八九個寫法。《集韻》共收53525字，比《廣韻》多收27331字。缺點是對字的來源不加說明，字訓以《說文解字》為根據，反切多採自《經典釋文》。《集韵》和《广韵》的反切用字一致率为29%。:58

## 版本
《集韵》比较冷门，宋代就成了珍本。南宋刊本现存3种，依出版地分别为金州本、潭州本、明州本。到明朝便不再刊行。顧炎武再发现了《广韵》，但也没有发现《集韵》。直到清初曹寅（1658年 - 1712年）发现明州本毛扆抄本，也称楝亭五種本，才被重新利用起来。

## 与《类篇》的关系
《类篇》（1067）是将《集韵》按部首顺序调整后编写的字書，共有45巻、31319字，将字按《说文解字》部首词序重新配列。同部首的字的顺序，则基本以《集韵》中的出现顺序为准。
《集韵》以前的切韻系韻書与《玉篇》合称为“篇韵”，《集韵》和《类篇》也可合称为“篇韵”。

### 引用
1. ↑  水谷(2004)

### 书目
- 张渭毅.  (PDF). 语言研究. 1999, 37–2: 129–153  [2018-04-01]. （原始内容 (PDF)存档于2016-03-04）.
- 水谷誠. . 白帝社. 2004. ISBN 4891746920. （日語）
- Teng, Ssu-yü and Biggerstaff, Knight. 1971. An Annotated Bibliography of Selected Chinese Reference Works, 3rd ed. Cambridge, Mass: Harvard University Press. ISBN 0-674-03851-7 （英文）